# Faucon concolore
Falco concolor
Espèce
Statut de conservation UICN

 VU C2a(ii) : Vulnérable
Statut CITES
Le Faucon concolore (Falco concolor) est une espèce de rapaces diurnes appartenant à la famille des Falconidae.

## Étymologie
Le terme concolore signifie d'une couleur uniforme.

## Description

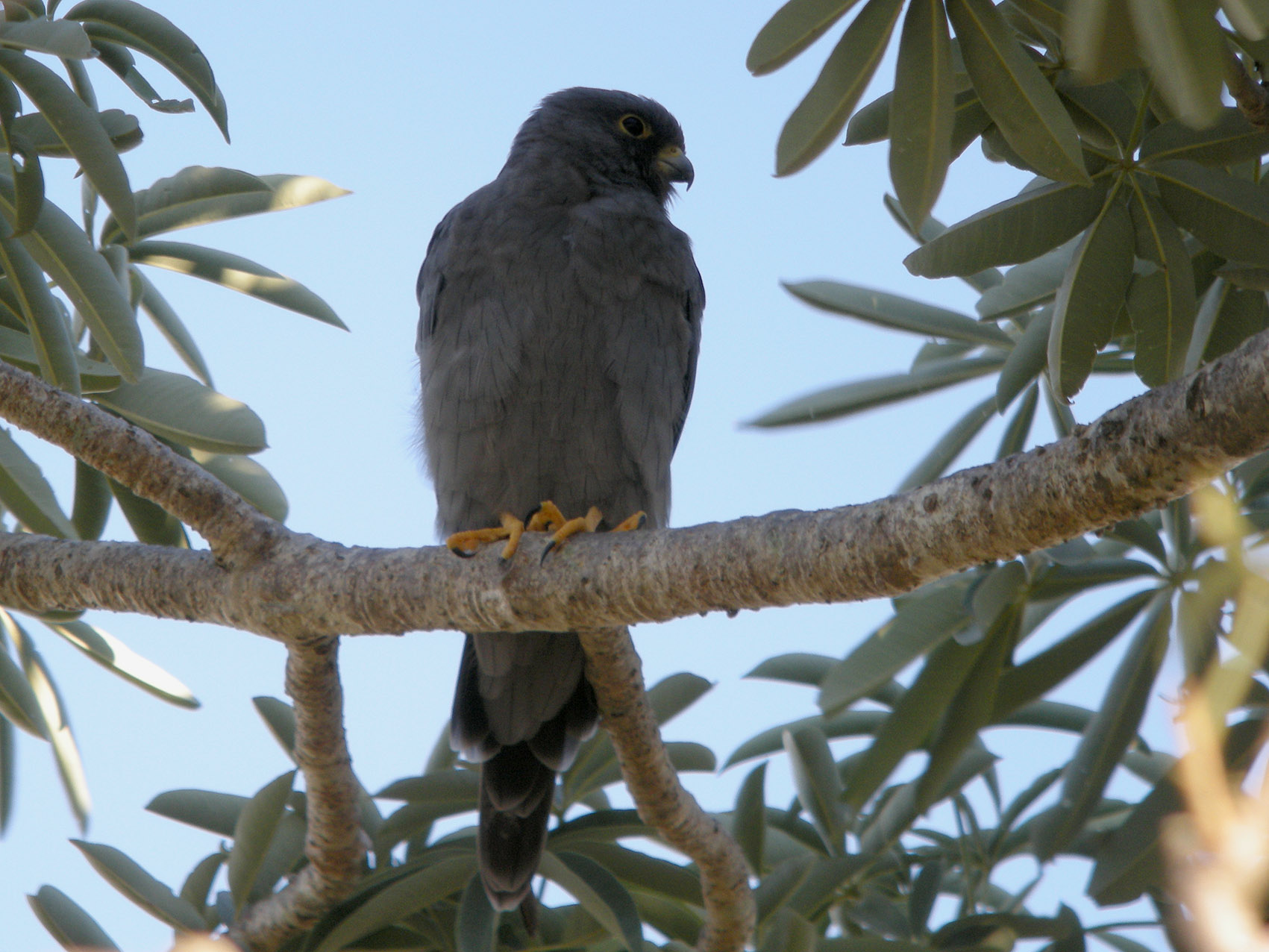

C'est un élégant rapace de 32 à 37 cm de long et d'une envergure de 78 à 90 cm. Avec ses longues ailes pointues, sa longue queue et son corps élancé, il a la forme d'un grand faucon hobereau ou d'un petit faucon d'Éléonore. Les adultes sont bleu-gris et n'ont pas les couvertures sous-alaires noires du faucon d'Éléonore. Le jeune oiseau ressemble à un grand faucon hobereau juvénile ou à un petit faucon d'Éléonore juvénile. Le bord de fuite foncé des ailes et de la queue le distingue de la première espèce, et il n'a pas le contraste sous-alaire dû aux couvertures sombres du grand faucon.

## Répartition

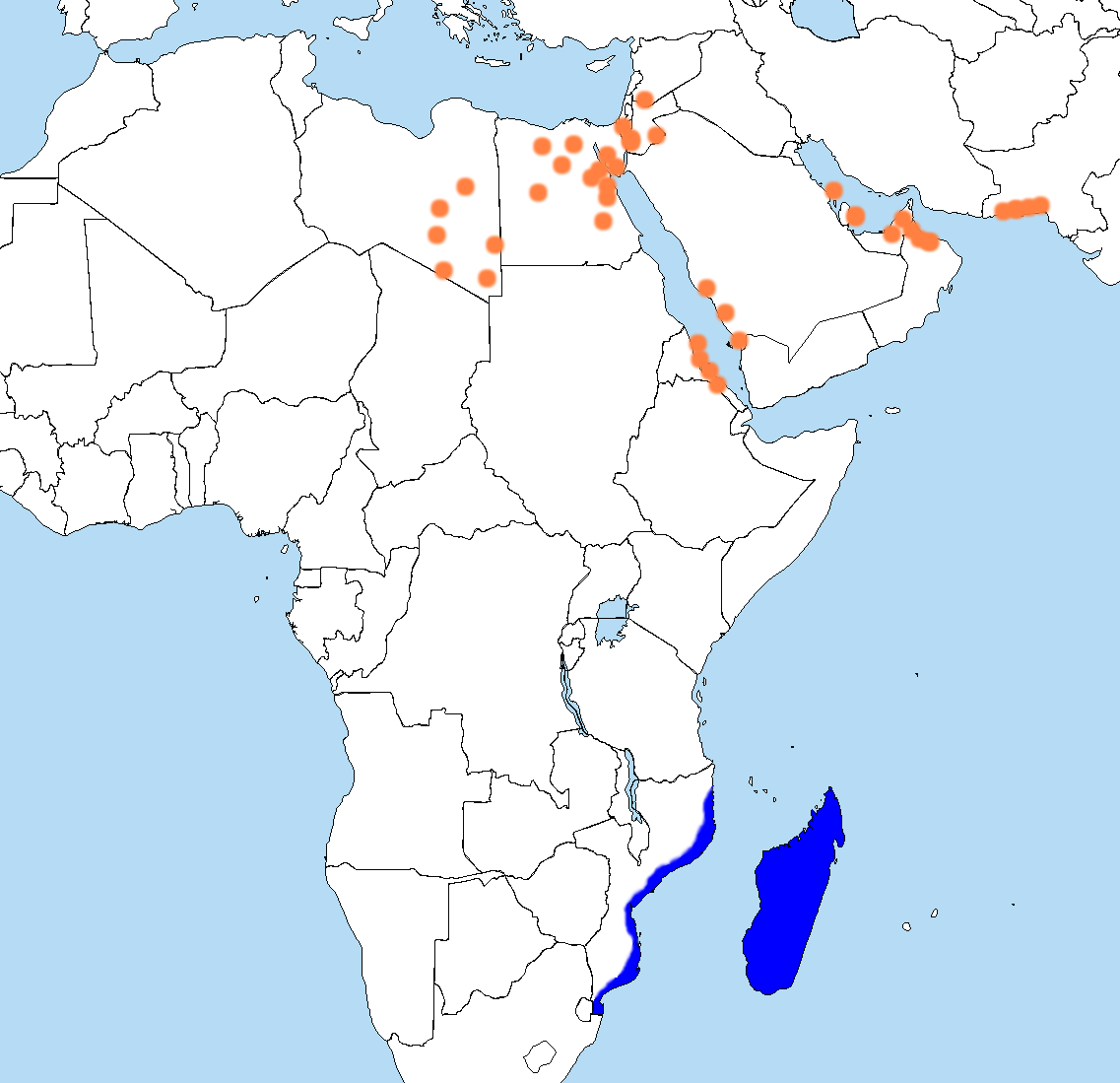
Quelques iles manquantes (réunion, maurice, mayotte...)

Cette espèce est répartie en Asie du Sud-Ouest et en Afrique du Nord. Elle se reproduit sur les îles et les falaises côtières ou désertiques, de la Libye au Pakistan. C'est un migrateur longue distance qui hiverne en Afrique de l'Est et au sud, jusqu'à Madagascar et le sud-est de l'Afrique du Sud ou dans les iles des mascareignes. Des observations de plus en plus fréquentes et l'absence de données historiques suggèrent que son aire d'hivernage s'est étendue vers le sud ces dernières décennies. C'est un oiseau errant rare au nord de son aire de reproduction.

## Écologie

### Alimentation
Le faucon concolore se nourrit principalement d'oiseaux (comme le Ganga), mais il peut également consommer des chiroptère ou de gros insectes, comme des libellules, qu'il transfère de ses serres à son bec et dévore en vol. Il est également connu pour manger des lézards et des crabes. Pendant la saison de reproduction, il se nourrit exclusivement de petits oiseaux.

### Comportement de chasse
En hiver, les faucons chassent seuls, en groupes ou même en bandes pouvant compter jusqu'à 15 individus. Ces bandes se perchent généralement sur les arbres et se nourrissent d'insectes en essaim. En été, pendant la saison de reproduction, les mâles chassent principalement. Quatre techniques de chasse sont employées : 
- (1) Plonger depuis un perchoir. Les faucons repèrent une proie depuis leur perchoir, puis plongent pour la capturer. 
- (2) le débusquage une technique qui consiste à survoler à basse altitude des buissons ou des arbres pour tenter de débusquer d'autres oiseaux, puis de les capturer. 
- (3) Monter puis redescendre. Lorsqu'un faucon repère une proie en vol, il tente de voler plus haut, puis plonge pour l'intercepter. 
- (4) Survoler. Les individus survolent des zones à grande hauteur dans l'espoir d'apercevoir une proie. Une fois la proie repérée, le faucon descend en contrebas, puis remonte sur sa trajectoire pour la capturer.

### Comportement de nidification et de reproduction
Le Faucon concolore pond ses œufs au milieu de l'été et, contrairement à la plupart des autres faucons, niche occasionnellement en colonies. Il se reproduit dans les déserts arides d'Asie du Sud-Ouest et d'Afrique du Nord pendant les mois d'été, une période remarquable en raison des températures estivales élevées. Il se reproduit dans trois types de milieux arides : (1) les petites îles de la mer Rouge, (2) les déserts montagneux et (3) les déserts à affleurements rocheux. Il niche sur une corniche ou sur des rochers, pondant jusqu'à quatre œufs.Bien que le faucon ait tendance à nicher sur de hautes falaises, on en a également observé entre des rochers ou au sol. Les nids sont creusés dans des falaises de calcaire tendre, de craie ou de grès, et orientés à l'opposé du soleil pour se protéger de ses rayons. Ils servent également de perchoirs pour se défendre contre les prédateurs.
Les oiseaux commencent à parader et à s'accoupler en avril et mai, et pondent leurs œufs en juillet-août. L'incubation dure environ 27 à 29 jours. L'incubation est principalement assurée par la femelle, tandis que le mâle ne se relaye que pendant 1 à 7 minutes, pendant que la femelle prend le soleil. Les mâles chassent et apportent de la nourriture à la femelle et aux poussins une fois éclos. Pendant la période d'incubation, les mâles fournissent aux femelles 3 à 4 oiseaux par jour. Le surplus de nourriture est stocké sur des rebords ombragés à l'extérieur du nid. Cela permet de réguler la nourriture et de la rendre disponible lorsqu'elle se fait rare. Cela permet également de garder les nids propres et d'empêcher l'attraction de parasites et d'autres nuisibles. Les jeunes faucons restent au nid pendant 32 à 38 jours, après quoi ils restent à proximité pendant 2 à 3 semaines supplémentaires. Pendant cette période, les parents continuent de s'occuper d'eux, mais par la suite, l'attention parentale diminue. 
Les oiseaux nichant sur les îles de la mer d'Oman ont une couvée moyenne de 2,83 individus et une couvée de 2,11 individus, 12 % des nids échouant au stade de l'œuf ou de la nidification.

### Migration
Les faucons migrent depuis leurs aires de reproduction en Asie du Sud-Ouest et en Afrique du Nord pour hiverner en Afrique de l'Est et du Sud-Est. Le voyage dure environ 13 jours et couvre une distance de 5 500 kilomètres. Les faucons commencent leur migration la nuit, mais voyagent généralement uniquement le jour. Ils font escale dans des zones de repos en Afrique de l'Est, où se trouvent des sources d'eau potentielles.

## Conservation
Il était autrefois classé comme Préoccupation mineure par l'UICN, mais il s'est récemment avéré plus rare qu'on ne le pensait. Par conséquent, il a été placé dans la catégorie Vulnérable en 2017. On estime que leur population se situe entre 2 800 et 4 000 individus et que ces chiffres sont en déclin. La population reproductrice de Faucons concolores sur les îles du nord d'Oman est en déclin, les perturbations humaines sur les îles accessibles en étant une cause probable, car les faucons se reproduisant près des plages ont un succès de nidification inférieur à ceux se reproduisant plus loin. Par conséquent, l'atténuation des perturbations humaines et la protection des habitats naturels sont une préoccupation majeure pour la conservation du Faucon concolore.